# 富樫稙春
富樫 稙春（とがし たねはる）は、戦国時代から安土桃山時代にかけての武将。
富樫泰俊の長男として誕生。室町幕府10代将軍・足利義稙から偏諱を受けた祖父・稙泰の一字を取り、稙春と名乗る。
天正2年（1574年）、越前国金津にて、父・泰俊と兄弟・天易侍者共々討死した。
| スタブアイコン | サブスタブ | この項目は、まだ閲覧者の調べものの参照としては役立たない、人物に関連した書きかけの項目です。この項目を加筆・訂正などしてくださる協力者を求めています（P:人物伝/PJ:人物伝）。 |